# Les Piliers de la société
Pour le film de Douglas Sirk, voir Les Piliers de la société (film).
Les Piliers de la société, ou Les Soutiens de la société (en norvégien Samfundets Støtter), est un drame en quatre actes d'Henrik Ibsen représenté pour la première fois en 1877 à l'Odense Teater, au Danemark. La pièce a été créée en France le 23 juin 1896 au Théâtre de l'Œuvre, dans une mise en scène de Lugné-Poe.

## Cycles
Les piliers de la société est la première pièce d’un ensemble de douze pièces réalistes, organisées en trois cycles de quatre pièces, et qualifiées de drames contemporains. Cet ensemble se clôt avec Quand nous nous réveillerons d'entre les morts. C’est aussi la première pièce d’une suite de quatre pièces : Une maison de poupée, Les Revenants et Un ennemi du peuple. Ce cycle aborde notamment les thèmes de la vérité, de l’éducation, du mariage, de la lutte des classes, de la morale sexuelle, de l’Église et de l’argent.

## Résumé

### Acte I
Discutant dans un cercle de femmes bourgeoises, dans la maison du consul Karsten Bernick, Mme Rummel explique à Mme Lynge un scandale passé. Elle raconte que Johan Tønnessen, le beau-frère du consul a eu un enfant avec une belle comédienne déjà mariée, il y a une vingtaine d’années de cela, et a volé de l’argent à la mère du consul avant de partir avec la demi-sœur de la femme du consul (Lona Hessel) en Amérique. L’enfant s’appelle Dina, le consul l’a recueillie comme sa fille après la mort de la comédienne et le départ de Johan ; Dina ne connaît pas l’histoire de sa naissance. Le cercle de femmes sort. 
Entrent Dina et Rørlund, un professeur de lycée, que Dina accepte d’épouser. Le consul, qui détient une compagnie de bateaux, décide de créer une nouvelle ligne de chemin de fer. À ce moment l’Indian Girl, un bateau de sa compagnie arrive, annoncé par son fils Olaf. Parmi les passagers, se trouvent Lona Hessel et Johan, qui vont loger chez le consul, ce qui suscite la désapprobation du cercle.

### Acte II
Le consul reproche à Aune, son contremaître, de travailler sur ses bateaux avec de trop vieilles méthodes, et demande que l’Indian Girl et le Palmier repartent au plus vite, tout en sachant bien qu’ils couleront à la moindre tempête. On lui reproche de prendre trop de retard sur la construction de ses bateaux, ce qui nuit à sa réputation. Pendant ce temps là, Johann, Dina (qui le prend pour son oncle) et Lona se sont affichés en pleine rue. Lors d’une discussion entre Johann et le consul, on apprend, qu’en réalité, c’est bien le consul qui est le père de Dina. Discutant avec le consul, Lona lui reproche de s’être marié avec celle qui est devenue sa femme pour des raisons financières, alors qu’il aimait Lona. Elle veut tout révéler sur les vraies origines de Dina pour que le consul ne vive plus dans le mensonge et qu’il puisse être heureux, mais celui-ci croit qu’elle veut se venger. On apprend finalement que Dina décide de partir en Amérique avec Johann et Lona. C’est alors que Rørlund décide de dire la vérité à Dina sur ses origines supposées et apprend du même coup à Johann qu’il est accusé d’avoir volé l’argent, ce qu’il ignorait.

### Acte III
L’Indian Girl, d’après Krap, un fondé de pouvoir, est destiné à couler, malgré le travail d’Aune. Le consul s’obstine cependant dans son idée de faire partir le bateau pour ne pas perdre de l’argent. Le consul en apprend davantage à Lona sur cette histoire de vol : après le départ de Johann, une rumeur disant qu’il avait volé de l’argent à la mère du consul s’était répandue. En effet, l’entreprise était presque entièrement ruinée (pour d’autres raisons), et le consul a laissé la rumeur du vol courir pour décourager les créanciers. Lona critique ces piliers de la société qui vivent sur des mensonges et des rumeurs. C’est alors que Johann dit au consul qu’il veut que toute la vérité soit dite car il veut vivre avec Dina et s’installer dans la ville, or, pour cela il a besoin d’une réputation sans tache. Il annonce qu’il part vendre sa maison en Amérique et qu’il reviendra ensuite. Le consul refuse de tout dévoiler, car, si sa réputation se trouve entachée il risque de perdre beaucoup d’argent. En effet il a acheté des terrains qui ne valaient que peu d’argent pour les revendre plus chers, en raison du projet de construction d’un chemin de fer qui les traverserait, à l’initiative duquel il se trouve. Pour annoncer cela à la ville, il a besoin de garder sa bonne réputation. Lors d’une discussion avec Rørlund pour savoir à mots couverts s’il a intérêt à mettre en jeu la vie de l’équipage, ce dernier lui dit qu’il faut être inhumain pour risquer la vie d’un homme pour le profit. On apprend ensuite qu’une fête sera organisée en l’honneur du consul et de ses bienfaits pour la ville, sans qu’il ne le sache.

### Acte IV
La fête se prépare dans l’appartement du consul. Ce dernier apprend de M. Rummel l’existence de cette fête, qu’il ne souhaite pas, mais M. Rummel dit que cette fête est importante pour faire passer discrètement ses aveux du chemin de fer et écraser ses ennemis. Le consul apprend aussi le départ prévu de l’Indian Girl, qui l’inquiète. Johann et Dina vont justement partir sur l’Indian Girl, et Olaf part leur dire adieu. Mme Bernick, la femme du consul, avoue à Lona qu’elle aime le consul, mais qu’il ne l’a jamais rendue heureuse. Lona essaie de convaincre le consul de dire toute la vérité au peuple pour qu’il ait un bonheur fondé sur une vérité solide avec sa femme. Elle lui montre deux lettres prouvant qu’il est le père de Dina, avant de les déchirer pour lui montrer que ce n’est pas une vengeance : elle veut qu’il avoue la vérité seul. Apprenant que Olaf est monté dans l’Indian Girl en cachette avec Johann et Dina, le consul s’inquiète, mais la fête est imminente. Arrive Mme Bernick qui apprend au consul qu’Olaf a été récupéré et qu’Aune a donné l’ordre que l’Indian Girl ne lève pas l’ancre avant le lendemain. La fête rentre alors dans le jardin et le consul profite de son discours pour avouer ses méfaits (l’achat des terrains, la rumeur de vol, la naissance de Dina). Il conclut en disant : « Quand vous aurez retrouvé votre sang-froid, nous verrons si j’ai, par cette confession perdu ou gagné votre estime ». Il va maintenant pouvoir fonder un bonheur sans mensonges avec sa femme et son fils.

## Personnages
Le consul Karsten BERNICK
Mme Betty BERNICK, sa femme
Olaf BERNICK, leur fils, 13 ans
Mlle Marta BERNICK, sœur du consul
Johann TØNNESEN, frère cadet de Mme Bernick
Hilmar TØNNESEN, cousin germain de Mme Bernick
Mlle Lona Hessel, demi-sœur aînée de Mme Bernick
RØRLUND, professeur de lycée
RUMMEL, négociant
VIGELAND, commerçant
SANDSTADT, commerçant
Dina DORF, jeune fille recueillie par la famille du consul
KRAP, fondé de pouvoir
AUNE, contremaître
Mme RUMMEL, femme du négociant
Mme HOLT, femme du directeur de la poste
Mme LYNGE, femme du docteur Lynge
Mme Hilda RUMMEL
Mlle Nette HOLT
Bourgeois et autres habitants de la ville, marins étrangers, passagers d’un bateau à vapeur, etc

## Représentations françaises
- 1896, mise en scène Aurélien Lugné-Poe, théâtre de l’Œuvre[4]
- 2014, mise en scène de la compagnie de la grande tablée[5]
- 2018, mise en scène Sebastien Scherr, théâtre du Nord-Ouest